# 張君雅
張君雅，全名張君雅小妹妹，是台灣維力食品的虚构人物，最初登場於2005年維力手打麵的里長篇广告，由童星簡嘉芸饰演。后由于受该广告影响，维力于2008年推出“张君雅小妹妹”系列休闲零食，如点心麵、捏碎麵等。

## 形象
张君雅设定为国小三年级的女学生。外形为一头卷发（广告中为爆炸头）、头上戴着红色蝴蝶结，身穿白色短袖衬衫和藏青色背带裙的制服，脚上穿着红色一字带木屐。

## 影响

### 大众文化
- 台湾偶像剧《恶作剧2吻》第15集中，一名患有心脏病的马祖女孩也叫张君雅，扮演者同为简嘉芸。
- 台湾童星谢哈妮（本名谢依珊），早年也以张君雅的扮相出名。[5]

## 相关事件
2008年，因维力食品直接使用“张君雅小妹妹”作为零食名称，被扮演者简嘉芸告其侵犯人格權及肖像權，引发合作纠纷。维力食品表示“张君雅”是广告原创角色，并无侵权问题。2012年，广告中的张君雅改用布偶装扮演。

## 外部連結
- 張君雅的Facebook專頁
- YouTube上的維力手打麵里長篇CF（閩南文）